# Reina Mundial del Banano 2015
La edición 2015 del Reinado Mundial del Banano se celebró el 26 de septiembre en el marco de la Feria Mundial del Banano en Machala, Ecuador, en el cual 18 candidatas de diferentes países y territorios autónomos compitieron por la corona de dicho certamen de belleza, donde Susan Romanishin, Reina Mundial del Banano 2014 de USA Latina coronó a Carolina Rodríguez, representante de Costa Rica como su sucesora.

## Posiciones
| Resultados                    | Delegadas |
| Reina Mundial del Banano 2015 | - Costa Rica - Carolina Rodríguez |
| Vi Reina del Banano 2015      | - Venezuela - Yuliska Guevara |
| Top 7                         | - Argentina - Victoria Soto - Brasil - Franciele Olivato - México - Samantha Gonzáles Rubio - Perú - Melissa Gustavson - Taiwán - Ling Yang |

## Orden de Clasificación
1. Venezuela
2. Argentina
3. Perú
4. Costa Rica
5. México
6. Brasil
7. Taiwán

## Premiaciones
| Resultados           | Delegadas                          |
| Miss Fotogénica      | - México - Samantha González Rubio |
| Miss Simpatía        | - Chile - Verónica Calderón Macaya |
| Mejor Traje Típico   | - Nicaragua - Cristhiam López      |
| Mejor Traje Fantasía | - Ecuador - Mónica González        |
| Voto Popular         | - Taiwán - Ling Yang               |
| Miss Oro Verde       | - Costa Rica - Carolina Rodríguez  |
| Mejor Rostro         | - Argentina - Victoria Soto        |
| Mejor Cuerpo         | - Costa Rica - Carolina Rodríguez  |

## Candidatas
| País/Territorio      | Candidata                           | Residencia                 |
| Alemania             | Elisabeth Janke                     | Munich                     |
| Argentina            | María Victoria Soto                 | Entre Ríos                 |
| Brasil               | Franciele Cristina Olivato de Souza | Sorocaba                   |
| Chile                | Verónica Calderón Macaya            | Santiago                   |
| Colombia             | Valentina Leiva Izquierdo           | Valle del Cauca            |
| Costa Rica           | Carolina Rodríguez Durán            | Alajuela                   |
| Ecuador              | Mónica González                     | Guayaquil                  |
| Guatemala            | Sochi Michel Bolaños Chacón         | Ciudad de Guatemala        |
| Honduras             | Andrea Salinas                      | Santa Bárbara              |
| México               | Samantha Gutiérrez González-Rubio   | Tlaxcala                   |
| Nicaragua            | Cristhiam López                     | Managua                    |
| Panamá               | Andrea Valeria Batista Escudero     | Los Santos                 |
| Paraguay             | Zulma Margarita Galeano Ferreira    | Paraguay                   |
| Perú                 | Melissa Gustavson                   | Lima                       |
| República Dominicana | Leslye Santos Vargas                | Santiago de los Caballeros |
| Taiwán               | Ling Yang                           | Taipéi                     |
| USA Latina           | Sierra Novak                        | California                 |
| Venezuela            | Yuliska Fayruz Guevara Arocha       | Puerto Ordaz               |

## Datos acerca de las delegadas
Algunas de las delegadas del Miss Intercontinental 2016 han participado, o participarán, en otros certámenes internacionales de importancia:
- Leslye Santos (República Dominicana) participó sin éxito en Reina Hispanoamericana 2014, Reinado Internacional del Café 2015 y  Miss Supranacional 2015.
- Andrea Salinas (Honduras) participó sin éxito en Teen Universe 2015 y en Miss Internacional 2016 .
- Carolina Rodríguez (Costa Rica) participó sin éxito en Miss Universo 2016.
- Mónica Gonzales (Ecuador) patticipó sin éxito en Reinado Internacional del Café 2018.
- Victoria Soto (Argentina) participará en Miss Mundo 2018.

### Retiros
- República Popular China - Xu Jidan se esperaba para competir, pero decidió retirarse.
- Rusia - Anastasia Reshetova se esperaba para competir, pero más tarde se retiró.